# Puerto Rico, Caquetá
Puerto Rico là một khu tự quản thuộc tỉnh Caquetá, Colombia. Thủ phủ của khu tự quản Puerto Rico đóng tại Puerto Rico Khu tự quản Puerto Rico có diện tích 2790 ki lô mét vuông. Đến thời điểm ngày 28 tháng 5 năm 2005, khu tự quản Puerto Rico có dân số 26443 người.